# Lubuk Baik
Lubuk Baik is een bestuurslaag in het regentschap Simeulue van de provincie Atjeh, Indonesië. Lubuk Baik telt 549 inwoners (volkstelling 2010).